# Wojny-Izdebnik
Wojny-Izdebnik – wieś w Polsce położona w województwie podlaskim, w powiecie wysokomazowieckim, w gminie Szepietowo.
W latach 1975–1998 miejscowość administracyjnie należała do województwa łomżyńskiego.
Wierni kościoła rzymskokatolickiego należą do parafii św. Anny w Dąbrówce Kościelnej.

## Historia
W roku 1203 wzmiankowane Wojnowo cum villis attinentiis jako osada należąca do kościoła w Zuzeli. Wsie pierwotnie zamieszkane przez Wojnów obejmowały ziemię między Ciechanowcem a Wysokiem Mazowieckiem. Na wymienionym terenie powstały trzy parafie: Kuczyn – 1419, Wyszonki – 1464 i Dąbrówka – początek XVI w..
Założyciele wsi byli potomkami Wojnów herbu Ślepowron, przybyłych z głębi Mazowsza. Miejscowi Wojnowie legitymowali się herbem Ślepowron. (prof. Maroszek błędnie przypisał herb Trąby i inne Woynom założycielom okolicy szlacheckiej Wojny na Podlasiu)
Książę mazowiecki Bolesław w roku 1435 nadaje Adamowi de Wojny 10 łanów chełmińskich nad Brokiem Małym, przy granicy Przeździeckiego - Ten przywilej wymieniony w herbarzu Ignacego Kapicy Milewskiego nie dotyczy Woynów -założycieli wsi o nazwie Wojny na Podlasiu. Właśnie wymieniony wyżej Adam de Woyny pochodzi z ziemi zakroczymskiej, ze wsi Wojny w parafii Kroczewo i jest najprawdopodobniej herbu Pierzchała. Nadanie wyraźnie wskazuje, że nadane grunty leżą nad rzeką Brok przy granicy Przeździeckie, a więc pomiędzy Czyżewem a Zambrowem. Jest duże prawdopodobieństwo, że ci Wojnowie przyjęli nazwisko Przeździecki. Ponadto takie same błędy są w opisie pozostałych wsi o nazwie Wojny. Herb Trąby Woynowie przypisali sobie błędnie legitymując się w XIX wieku przed Heroldią Królestwa Polskiego. Herbem Trąby legitymowała się i legitymuje się znanylitewski ród Woyna i stąd błędy w dalszej historiografii podlaskiego rodu Woyno(Wojno). Założycielem rodu Woyno był w XV wieku rycerz Woyno (Wojno) de Piętki brat Wawrzyńca de Piętki obaj herbu Slepowron. Od Woyny de Piętki poszli Woynowie a od Wawrzyńca de Piętki poszli Piętkowie-oba spokrewnione rody herbu Ślepowron)
W roku 1455 w aktach sądowych ziemi bielskiej wymienione są:
- Wojny Królewięta, albo Króle
- Wojny-Bakałarze
- Wojny-Krupy
- Wojny-Piotrowce, albo Wojny Piotrosze
- Wojny-Izdebnik
- Wojny-Dąbrówka, współcześnie Dąbrówka Kościelna
- Wojny-Piecki
- Wojny-Pogorzel
- Wojny-Wawrzyńce

Inne osady okolicy szlacheckiej Wojny:
- Wojny-Skwarki
- Wojny-Pogorzel Zagroby
- Wojny-Stare Jakubowięta
- Wojny-Stanisławowięta Szlubicz, albo Szuby
- Wojny-Jakubowięta Krupy

Niektórzy osiemnastowieczni mieszkańcy wsi:
- 16 II 1782 – Katarzyna, córka Dawida Gąsowskiego
- 29 IV 1790 – Jadwiga Gąsowska

Woynowie wymienieni w źródłach:
- Jan Woyno w latach 1566–1589 był komornikiem ziemskim, bielskim
- Walenty Woyno był również komornikiem ziemskim
- Bartłomiej Wojno – podstarości bielski
- w roku 1650 Jan Woyno został podwojewodzim bielskim i brańskim
- bracia: Abraham, Jakub, Marcin i Piotr Woyno byli fundatorami kościoła w Dąbrówce
- w latach 1685–1689 Szymon Woyno ufundował altarię św. Józefa

Rejestry Archiwalne w Wilnie wyliczają tu w 1790 r. 6 szlacheckich działów własnościowych.
W roku 1827 miejscowość liczyła 7 domów i 57 mieszkańców. Pod koniec wieku XIX wieś drobnoszlachecka w powiecie mazowieckim, gmina Szepietowo, parafia Dąbrówka Kościelna.
W 1921 r. Wojny-Izdebniki. Naliczono tu 14 budynków z przeznaczeniem mieszkalnym oraz 80 mieszkańców (38 mężczyzn i 42 kobiety). Narodowość polską podało 77 osób, a 3 inną.

## Współcześnie
Wieś typowo rolnicza. Produkcja roślinna podporządkowana przede wszystkim hodowli krów i produkcji mleka.